# Fleming (New York)
Pour les articles homonymes, voir Fleming.
La ville de Fleming est située dans le comté de Cayuga dans l'État de New York. Lors du recensement de 2010, sa population s'élevait à 2 636 habitants.